# Kama Sywor Kamanda
Kama Sywor Kamanda, pesnik, pisatelj, pripovedovalec, gledališki avtor, * 11. november 1952, Luebo.

## Življenjepis
Kama Sywor Kamanda, pisatelj iz Konga egipčanskega rodu, se je uveljavil s svojimi zgodbami, ki jih navdihuje bodisi osebna izkušnja, njegov predstavni svet kot tudi izročilo in resničnost črne celine. Pravljične zgodbe, ki jih nosi vizionarski duh. Njegove pripovedi so prepojene s kulturo in civilizacijo afriških dežel in segajo s svojo sporočilnostjo v univerzalni prostor in čas. Pisatelj eksperimentira s pomočjo imaginarija, mitov in simbolov črne afriške skupnosti v vsem njenem bogastvu in različnosti.

Pesnik, ki je ponovno vdahnil nov dih in veličino sodobni poeziji, milost bogastvu svojega jezika in mojstrstvo metaforiki. Njegovi verzi se sučejo okrog potovanj v resnično in neresnično, izmišljeno in razum, izgnanstvo in izkoreninjenost, bolečino in srečo, zgodovino in nadčasovno. Obenem klasična in izvirna je njegova poezija uravnotežena z globokimi klici, s pretresi telesa in srca.
Kot romanopisec ni Kamanda nikoli prenehal nositi v srcu svoje Afrike in njenih sanj. Izkazal se je kot resničen skrbnik in upornik zoper totalitarne režime, obenem pa kot soudeleženec mož in žena, ki 
se borijo v tišini za spoštovanje svojih pravic in za preživetje, sebe in svojih otrok. Angažirani pisatelj, vedno upoštevan kot »izgubljena duša med sanjami in iluzijami, radostjo in skrbmi afriškega sveta«.
»Kamanda nosi v sebi svoje korenine. V njem biva sentiment poesnika. In prek zelo širokega lirizma, ki preveva njegove strani, pesnik izraža svojo svobodo. Svojo identiteto, prepoznavnost črnega moža, ki daje življenje svojim črnim sestram in bratom. Kamanda se torej uveljavlja z navdušenjem svojega ljustva, njegovih dram, njegovih radosti. Podzemna pesem, ki prepeva, zračna himna, ki zatrese zrak in priklicuje zrak drugih celin.«
Jacques Iozard

## Prevodi
- Angleščina: Wind Whispering Soul, 2001; Tales, 2001;
- Italijanščina: Le miriadi di tempi vissuti, 2004; La stretta delle parole, 2004;
- Japonščina: Les Contes du griot, t. I, 2000; t.II, 2005;
- Kitajščina: Les Contes du griot, t. I, 2003; t. II 2004;

## Mednarodna priznanja
- 1987 - Nagrada Paul Verlaine francoske akademije
- 1990 – Nagrada Luoise Labé
- 1991 – Velika literarna nagrada črne Afrike
- 1992 - Posebno priznanje za poezijo, Akademski inštitut v Parizu
- 1992 - Srebrni jasmin za pesniško izvirnost, Literarno združenje srebrnega jasmina
- 1993 - Nagrada Théophile Gautier francoske akademije
- 1993 - Nagrada Théophila Gautiera francoske akademije
- 1999 - Nagrada Meline Mercouri, Združenje grških pesnikov in pisateljev
- 2000 - Pesnik tisočletja 2000, Mednarodna pesniška akademija, Indija
- 2000 - Častni državljan Joal-Fadiouth, Senegal
- 2002 - Velika nagrada poezije Mednarodnega združenja grških pisateljev
- 2005 - 100 najboljših pisateljev 2005, Mednarodni biografski center, Cambridge
- 2005 - Priznanje za pesnika leta 2005, Mednarodni biografski center, Cambridge
- 2005 - Mož leta 2005, Mednarodni biografski center
- 2005 - Častno priznanje za izredni prispevek k frankofoniji, Priznanje Maurice Cagnon, Mednarodni svet frankofonskih študij
- 2006 - Posebno priznanje za dosežke v pisanju, Svetovna akademija za književnost, Združene države Amerike
- 2006 - Mednarodno priznanje za mir 2006, Združena kulturna konvencija, ZDA
- 2009 - Nagrada Heredia francoske akademije

## Dela, posvečena avtorju
- 1993 - Kama Kamanda au pays du conte (Marie-Claire de Coninck)
- 1994 - Kama Kamanda, poète de l'exil (Pierette Sartin)
- 1997 - Kama Kamanda, Hommage
- 2003 – Kama Sywor Kamanda, chantre de la mémorie égyptienne (Isabelle Cata, Frank Nyalendo)
- 2007 – Regards critiques (Marie-Madeleine Van Ruymbeke Stey, dir.)